# Alegeri prezidențiale în Mexic, 2000
Alegerile generale din Mexic au avut loc duminică, 2 iulie 2000. Au avut loc alegeri pentru președinția Republicii, pentru cei 500 de membri ai Camerei Deputaților și 128 de membri ai Senatului, precum și alegeri locale ce au avut loc în aceeași zi.

## Alegerile prezidențiale
Alegerile din iulie 2000 sunt reprezentative deoarece pentru prima dată de la Revoluția Mexicană din 1910-1917, opoziția a învins partidul aflat la guvernare. Vicente Fox a câștigat alegerile cu 43% din voturi, urmat de candidatul PRI Francisco Labastida cu 36% din voturi și Cuauhtémoc Cárdenas (PRD – Partidul Revoluției Democratice) cu 17% din voturi.
În ciuda unor incidente izolate de nereguli și probleme, cum ar fi cel din sudul statului Campeche unde a fost nevoie de intervenția observatorului electoral al Uniunii Europene Rocco Buttiglione și care ar fi putut crea probleme pentru președintele Ernesto Zedillo, candidat pentru partidul PRI, există puține dovezi că aceste incidente au fost coordonate la nivel central și criticii au concluzionat că iregularitățile apărute nu au afectat rezultatul votului prezidential, care a fost mai exact decât se aștepta. Organizațiile civice au instruit mai mult de 80,000 de observatori electorali, observatorii străini au fost invitați să fie martori la proces și numeroase operațiuni de „numărători rapide” și exit-poluri (nu toate din ele independente) au validat numărătoarea voturilor oficiale. Cel mai important exit-poll a fost organizat de firma americană Penn, Schoen & Berland, finanțat într-un mod obscur din Dallas de către Ceasul Democrației (mai târziu s-a constatat că Ceasul Democrației a fost instituit de susținătorii campaniei Fox pentru a preveni fraudele campaniei electorale).
Numeroase reforme electorale puse în aplicare din 1989 au ajutat la deschiderea sistemului politic Mexican și începand de atunci partidele opozante au făcut istorie câștigând alegerile la toate nivelurile. Șeful electoratului este îngrijorat de fraudele ce pot pune în balanță corectitudinea campaniilor și între 1995 și 1996, partidele politice negociau amendamente constituționale ce aveau să rezolve astfel de probleme. 
Legislația pusă in aplicare include elementele majore de consens ce a fost pusa in aplicare cu partidele de opoziție. Conform noilor legi, finanțarea publică a predominat peste contribuții private către partidele politice, procedurile de audit pentru partide s-au înăsprit și autoritatea și independența instituțiilor electorale au fost consolidate. Sistemul judiciar a fost de asemenea extins, primind autoritatea de a audia cazuri pentru drepturile civile pe probleme electorale introduse de persoane sau grupuri. Pe scurt, eforturile reformelor ample din anii 1990 a „nivelat terenul de joc” pentru partide.

### Rezultatele după state
Pe baza rezultatelor oficiale ale Institutului Federal Electoral
| State               | Fox        | Labastida  | Cárdenas  | Rincon  | Camacho | Muñoz   | înscriși | nici unul |
| ------------------- | ---------- | ---------- | --------- | ------- | ------- | ------- | -------- | --------- |
| Aguascalientes      | 202,335    | 127,134    | 26,264    | 9,467   | 2,202   | 1,389   | 83       | 6,291     |
| Baja California     | 429,194    | 319,477    | 77,340    | 14,562  | 3,470   | 3,080   | 507      | 14,965    |
| Baja California Sur | 60,834     | 56,230     | 45,229    | 2,107   | 460     | 364     | 17       | 2,804     |
| Campeche            | 104,498    | 106,347    | 35,090    | 2,485   | 1,406   | 1,247   | 559      | 9,309     |
| Chiapas             | 288,204    | 469,392    | 272,182   | 5,340   | 4,659   | 4,063   | 1,056    | 44,551    |
| Chihuahua           | 549,177    | 460,931    | 76,810    | 11,569  | 4,487   | 3,166   | 609      | 21,350    |
| Coahuila            | 398,800    | 311,480    | 77,393    | 10,392  | 2,111   | 1,880   | 1,454    | 12,464    |
| Colima              | 106,445    | 81,099     | 23,313    | 3,159   | 1,028   | 542     | 39       | 4,377     |
| Distrito Federal    | 1,928,035  | 1,060,227  | 1,146,131 | 149,312 | 36,383  | 18,843  | 2,009    | 75,669    |
| Durango             | 211,361    | 222,892    | 50,592    | 6,144   | 1,579   | 1,469   | 859      | 9,294     |
| Guanajuato          | 1,128,780  | 517,815    | 121,489   | 18,248  | 10,800  | 8,473   | 2,873    | 49,039    |
| Guerrero            | 174,962    | 402,091    | 332,091   | 6,179   | 2,913   | 3,003   | 954      | 20,180    |
| Hidalgo             | 282,864    | 355,565    | 136,861   | 12,319  | 5,034   | 4,078   | 758      | 19,997    |
| Jalisco             | 1,392,535  | 941,962    | 163,269   | 45,494  | 17,567  | 11,110  | 3,287    | 48,736    |
| México              | 2,239,750  | 1,637,714  | 961,876   | 121,137 | 40,733  | 27,203  | 3,416    | 92,743    |
| Michoacán           | 419,188    | 441,871    | 543,804   | 13,058  | 7,444   | 6,404   | 2,060    | 30,448    |
| Morelos             | 290,639    | 193,861    | 124,368   | 12,539  | 2,916   | 3,010   | 136      | 12,296    |
| Nayarit             | 107,417    | 173,479    | 63,121    | 3,092   | 1,175   | 1,024   | 351      | 7,043     |
| Nuevo León          | 760,093    | 615,907    | 96,637    | 20,448  | 7,478   | 2,658   | 1,519    | 27,201    |
| Oaxaca              | 301,195    | 486,496    | 282,587   | 11,074  | 8,372   | 7,305   | 1,851    | 39,616    |
| Puebla              | 732,435    | 698,974    | 208,688   | 20,170  | 8,609   | 7,849   | 1,142    | 44,305    |
| Querétaro           | 290,977    | 192,622    | 39,629    | 10,585  | 3,768   | 8,670   | 170      | 13,849    |
| Quintana Roo        | 132,383    | 94,202     | 50,487    | 2,399   | 916     | 729     | 70       | 5,216     |
| San Luis Potosí     | 393,997    | 324,234    | 72,599    | 11,073  | 3,306   | 2,287   | 407      | 22,673    |
| Sinaloa             | 230,777    | 621,329    | 90,488    | 7,205   | 2,189   | 1,675   | 1,290    | 15,920    |
| Sonora              | 447,496    | 292,267    | 114,580   | 6,426   | 1,672   | 1,325   | 94       | 13,269    |
| Tabasco             | 174,840    | 269,519    | 213,983   | 5,817   | 2,599   | 1,732   | 655      | 14,036    |
| Tamaulipas          | 521,486    | 445,737    | 91,426    | 9,387   | 3,210   | 6,932   | 1,157    | 19,659    |
| Tlaxcala            | 123,880    | 127,163    | 82,073    | 5,185   | 2,508   | 1,450   | 53       | 6,639     |
| Veracruz            | 1,066,719  | 1,008,933  | 491,791   | 25,474  | 11,343  | 10,956  | 985      | 58,630    |
| Yucatán             | 328,503    | 321,392    | 27,214    | 4,258   | 1,344   | 987     | 602      | 13,127    |
| Zacatecas           | 169,837    | 197,336    | 117,375   | 6,277   | 2,908   | 1,993   | 439      | 12,461    |
| Total               | 15,989,636 | 13,579,718 | 6,256,780 | 592,381 | 206,589 | 156,896 | 31,461   | 788,157   |

## Congresul Uniunii
| Partid                                    | Deputați | Senatori |
| ----------------------------------------- | -------- | -------- |
| PAN & PVEM "Alianța Schimbarii"           | 221      | 51       |
| PRI                                       | 211      | 60       |
| PRD, PT, PAS, CD, PSN "Alianța Mexicului" | 68       | 17       |
| Total                                     | 500      | 128      |

Congresul Uniunii este format din Senat și Camera Deputaților. Realegerea consecutivă este interzisă. Senatorii sunt aleși pentru mandate de 6 ani, iar deputații pentru mandate de 3 ani. Cele 128 de locuri ale Senatului sunt ocupate de un amestec de alegeri directe (90) și de reprezentarea proporțională (32). În camera inferioară, 300 de deputați sunt aleși direct pentru a reprezenta circumscripțiile uninominale și 200 de deputati sunt aleși printr-o formă modificată de reprezentare proporțională din 5 regiuni electorale. Cele 200 de locuri au fost create pentru a ajuta și partidele mici să aiba acces în Cameră.
Chiar înainte ca noile legi electorale să fie aprobate, partidele de opoziție au început să asigure o voce tot mai importantă în sistemul politic mexican. Un număr semnificativ de candidați proveniți din partidele de opoziție au câștigat locuri în Camera Deputaților și în Senat. După alegerile din 2000, Congresul a fost mai diversificat ca niciodată.